# Віскон (Флорида)
Віскон (англ. Wiscon) — переписна місцевість (CDP) в США, в окрузі Ернандо штату Флорида. Населення — 681 особа (2020).

## Географія
Віскон розташований за координатами 28°32′27″ пн. ш. 82°27′58″ зх. д. / 28.54083° пн. ш. 82.46611° зх. д. (28.540944, -82.466165).  За даними Бюро перепису населення США в 2010 році переписна місцевість мала площу 2,18 км², з яких 2,18 км² — суходіл та 0,00 км² — водойми.

## Демографія
Згідно з переписом 2010 року, у переписній місцевості мешкало 706 осіб у 320 домогосподарствах у складі 173 родин. Густота населення становила 323 особи/км².  Було 404 помешкання (185/км²).
Расовий склад населення:
| - 95,9 % — білих - 1,1 % — чорних або афроамериканців - 0,7 % — корінних американців - 0,1 % — вихідців з тихоокеанських островів - 0,1 % — азіатів |

До двох чи більше рас належало 1,7 %. Частка іспаномовних становила 3,5 % від усіх жителів.
За віковим діапазоном населення розподілялося таким чином: 21,1 % — особи молодші 18 років, 55,8 % — особи у віці 18—64 років, 23,1 % — особи у віці 65 років та старші. Медіана віку мешканця становила 47,0 року. На 100 осіб жіночої статі у переписній місцевості припадало 94,0 чоловіків;  на 100 жінок у віці від 18 років та старших — 93,4 чоловіків також старших 18 років.
Середній дохід на одне домашнє господарство  становив 35 137 доларів США (медіана — 27 396), а середній дохід на одну сім'ю — 45 465 доларів (медіана — 43 839). За межею бідності перебувало 11,1 % осіб, у тому числі 0,0 % дітей у віці до 18 років та 12,5 % осіб у віці 65 років та старших.
Цивільне працевлаштоване населення становило 154 особи. Основні галузі зайнятості: мистецтво, розваги та відпочинок — 37,7 %, роздрібна торгівля — 23,4 %, оптова торгівля — 11,7 %, публічна адміністрація — 7,8 %.